# 北村新司
北村 新司（きたむら しんじ、1948年（昭和23年）1月2日 - ）は、日本の政治家。千葉県八街市長（4期）。

## 略歴

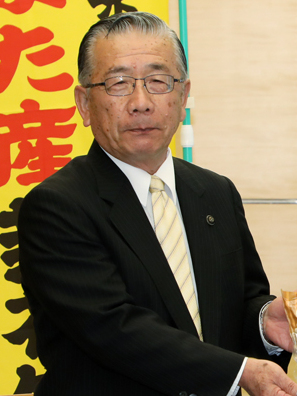
2017年11月24日、内閣総理大臣官邸にて

千葉県八街市生まれ。千葉大学園芸学部農業別科卒業。八街市議會議員を3期務める。1999年に初当選。2009年には議長に就任。
2010年、八街市長選挙に無所属で出馬。10725票を獲得し、初当選を果たした。
2014年、無投票で再選。
2018年、自民党・公明党の推薦と国民民主党の支持を受けて市長選に臨み、無投票で3選。